# Градня
Градня (на сръбски: Градња или Gradnja) е село в Югоизточна Сърбия, Пчински окръг, Град Враня, община Враня.

## География
Селото е исторически център на областта Поляница. Отстои на 24 км северно от окръжния и общински център Враня, на 3,8 км западно от село Стрешак, на 3,3 км източно от село Власе, на 4,4 км югоизточно от село Големо Село и на 4,3 км югозападно от село Крушева Глава.

## История
По време на Първата световна война селото е във военновременните граници на Царство България, като административно е част от Вранска околия на Врански окръг.

## Население
Според преброяването на населението от 2011 г. селото има 187 жители.

### Етнически състав
Данните за етническия състав на населението са от преброяването през 2002 г.
- сърби – 243 жители (98,38%)
- хървати – 3 жители (1,21%)
- украинци – 1 жител (0,40%)